# Micrathena teresopolis
Micrathena teresopolis är en spindelart som beskrevs av Levi 1985. Micrathena teresopolis ingår i släktet Micrathena och familjen hjulspindlar. Inga underarter finns listade i Catalogue of Life.